# Bretonnières
Bretonnières es una comuna suiza del cantón de Vaud, situada en el distrito de Jura-Nord vaudois.

## Geografía
Bretonnières se sitúa equidistante entre los lagos Neuchâtel y Joux. Está rodeada de bosques: el bois de Ban al norte y al oeste, el bois de Forel al sur, y los bosques de Fives, Fioes y là Bas al este.

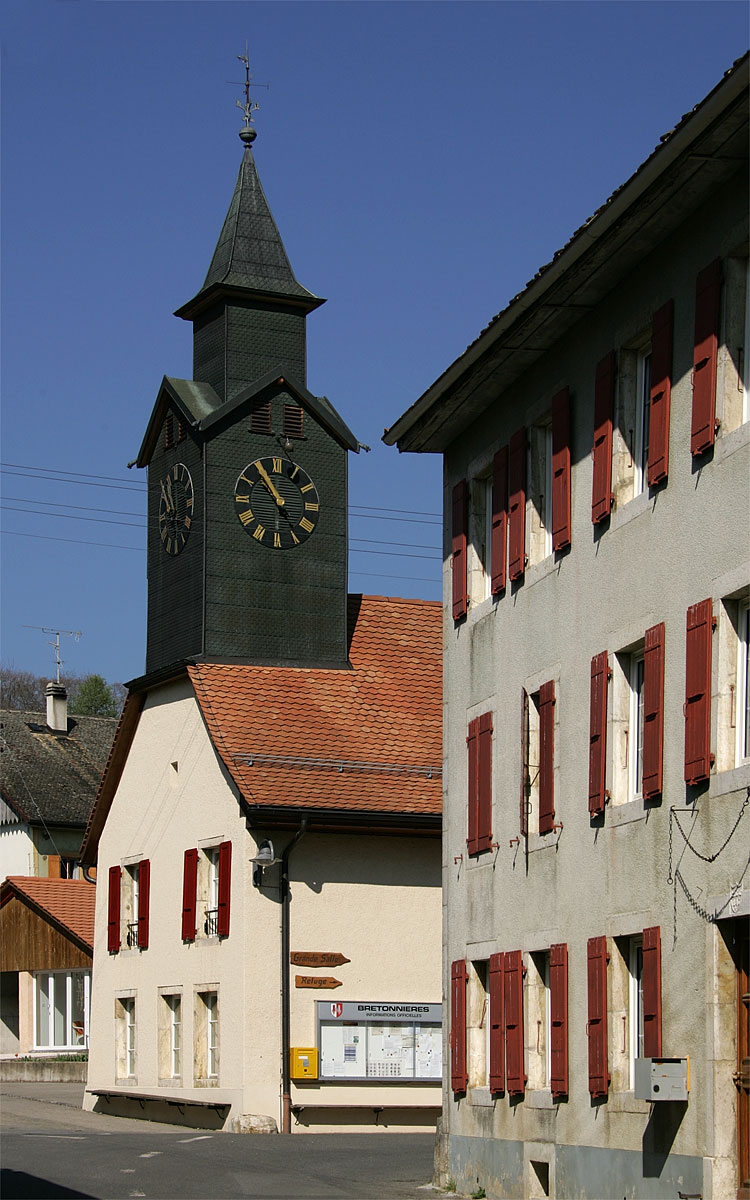
Centro de la población de Bretonnières.

## Transportes
Ferrocarril
Bretonnières cuenta con estación de ferrocarril y está atravesada de norte a sur por la carretera n.º 9 que la conecta con Lausana situada a 31 km de distancia.

## Educación
La población no cuenta con escuelas. Los alumnos de educación infantil son escolarizados en la vecina Romainmôtier; del 1.º al 6.º año de primaria acuden a una escuela en Vaulion para posteriormente acudir a Vallorbe hasta acabar su educación obligatoria.

## Turismo
Bretonnières es lugar de paso de la Vía Francígena como parte de la etapa entre Orbe y Cossonay